# Gouvernement Vučević
République de Serbie
Brnabić III Macut
Le gouvernement Vučević est le dix-huitième gouvernement de la république de Serbie du 2 mai 2024 au 16 avril 2025, sous la XIIIe législature de l'Assemblée nationale.
Il est dirigé par le conservateur Miloš Vučević, vainqueur à la majorité absolue des élections législatives de décembre 2023, et repose sur une coalition entre le Parti progressiste et le Parti socialiste. Il succède au gouvernement Brnabić III.
Le 28 janvier 2025, Miloš Vučević annonce sa démission sur fond de manifestations de masse à la suite de l'effondrement de l'auvent de la gare de Novi Sad.

## Historique du mandat
Ce gouvernement est dirigé par le ministre de la Défense sortant Miloš Vučević. Il est constitué et soutenu par une coalition entre le Parti progressiste serbe (SNS) et le Parti socialiste de Serbie (SPS). Ensemble, ils disposent de 149 députés sur 250, soit 59,6 % des sièges de l'Assemblée nationale.
Il est formé à la suite des élections législatives anticipées du 17 décembre 2023.
Il succède donc au gouvernement Brnabić III, constitué en octobre 2022 et reposant sur une alliance identique.

### Formation
La coalition gouvernementale La Serbie ne doit pas s'arrêter (SNSDS) arrive largement en tête et frôle même la majorité absolue des suffrages exprimés. La coalition du Parti progressiste serbe (SNS) du président Aleksandar Vučić réunit ainsi près du double de suffrages de la coalition d'opposition Serbie contre la violence (SPN), arrivée deuxième. Aleksandar Vučić remporte ainsi son pari d'une convocation anticipé des élections, dont il sort renforcé. Se déclarant « très fier » de la campagne menée, il félicite le SNSDS qui obtient la majorité des sièges qui lui avait échappé de peu au précédent scrutin,,,.
Le 30 mars 2024, le président Aleksandar Vučić propose la candidature de Miloš Vučević comme président du gouvernement au Parlement. Il forme son gouvernement le 2 mai.

## Composition
- Par rapport au gouvernement Brnabić III, les nouveaux ministres sont indiqués en gras et ceux ayant changé d'attribution le sont en italique.

| Poste                                                                              | Titulaire | Titulaire | Titulaire                                | Parti |
| ---------------------------------------------------------------------------------- | --------- | --------- | ---------------------------------------- | ----- |
| Président du gouvernement                                                          |           |           | Miloš Vučević                            | SNS   |
| Premier vice-président du gouvernement Ministre des Finances                       |           |           | Siniša Mali                              | SNS   |
| Vice-président du gouvernement Ministre de l'Intérieur                             |           |           | Ivica Dačić                              | SPS   |
| Vice-présidente du gouvernement Ministre de l'Environnement                        |           |           | Irena Vujović                            | SNS   |
| Vice-président du gouvernement                                                     |           |           | Aleksandar Vulin                         | PS    |
| Ministre des Affaires étrangères                                                   |           |           | Marko Đurić                              | SNS   |
| Ministre de la Défense                                                             |           |           | Bratislav Gašić                          | SNS   |
| Ministre de l'Économie                                                             |           |           | Adriana Mesarović                        | SNS   |
| Ministre de la Ruralité                                                            |           |           | Milan Krkobabić                          | PUPS  |
| Ministre de l'Éducation                                                            |           |           | Slavica Đukić Dejanović                  | SPS   |
| Ministre du Commerce intérieur et extérieur                                        |           |           | Tomislav Momirović (jusqu'au 25/11/2024) | SNS   |
| Ministre du Commerce intérieur et extérieur                                        |           |           | Adriana Mesarović (intérim)              | SNS   |
| Ministre de l'Agriculture, des Forêts et des Eaux                                  |           |           | Aleksandar Martinović                    | SNS   |
| Ministre des Travaux publics, des Transports et des Infrastructures                |           |           | Goran Vesić (jusqu'au 25/11/2024)        | SNS   |
| Ministre des Travaux publics, des Transports et des Infrastructures                |           |           | Darko Glišić (intérim)                   | SNS   |
| Ministre des Mines et de l'Énergie                                                 |           |           | Dubravka Đedović Handanović              | Sans  |
| Ministre de la Justice                                                             |           |           | Maja Popović                             | Sans  |
| Ministre des Administrations publiques et des Collectivités territoriales          |           |           | Jelena Zarić Kovačević                   | SNS   |
| Ministre des Droits des minorités, des Droits civils et du Dialogue social         |           |           | Tomislav Žigmanov                        | DSHV  |
| Ministre de l'Intégration européenne                                               |           |           | Tanja Miščević                           | Sans  |
| Ministre de la Science, de l'Innovation et du Développement technologique          |           |           | Jelena Begović                           | SNS   |
| Ministre de la Santé                                                               |           |           | Zlatibor Lončar                          | SNS   |
| Ministre du Travail, de l'Emploi, des Anciens combattants et des Affaires sociales |           |           | Nemanja Starović                         | SNS   |
| Ministre de la Famille et de la Démographie                                        |           |           | Milica Đurđević Stamenkovski             | SSZ   |
| Ministre du Tourisme et de la Jeunesse                                             |           |           | Husein Memić                             | SDPS  |
| Ministre des Sports                                                                |           |           | Zoran Gajić                              | Sans  |
| Ministre de la Culture                                                             |           |           | Nikola Selaković                         | SNS   |
| Ministre de l'Information et des Télécommunications                                |           |           | Dejan Ristić                             | SNS   |
| Ministre des Investissements publics                                               |           |           | Darko Glišić                             | SNS   |
| Ministre sans portefeuille                                                         |           |           | Novica Tončev                            | SPS   |
| Ministre sans portefeuille                                                         |           |           | Đorđe Milićević                          | SPS   |
| Ministre sans portefeuille                                                         |           |           | Usame Zukorlić                           | SPP   |
| Ministre sans portefeuille                                                         |           |           | Nenad Popović                            | SNP   |
| Ministre sans portefeuille                                                         |           |           | Tatjana Macura                           | SNS   |